# Bem Feito
"Bem Feito" é uma canção da dupla brasileira Thaeme & Thiago. Foi anunciado pelas redes sociais da dupla que o lançamento da canção como single nas rádios ocorreria no dia 8 de junho de 2015.

## Videoclipe
As cenas do videoclipe foram filmadas na Argentina do dia 1 de junho de 2015. No vídeo, dirigido por Jacques Junior, Thaeme interpreta uma jovem apaixonada e Thiago, um músico. A dupla escolheu alguns dos principais pontos turísticos da capital argentina, como Caminito e suas casinhas coloridas.

## Composição
A canção é composta por Renan Augusto, e fala sobre uma traição no qual ela passou, superou e agora está bem e livre, enquanto ele sofre querendo reconciliar.

## Apresentações
Thaeme & Thiago apresentaram a faixa no programa Domingo Show da Rede Record no dia 5 de julho de 2015.

## Lista de faixas
| Download digital |             |         |  |
| N.º              | Título      | Duração |  |
| 1.               | "Bem Feito" | 3:00    |  |